# Hengduan Shan
Hengduan Shan är en bergskedja i Kina. Den ligger i provinsen Yunnan, i den sydvästra delen av landet, omkring 460 kilometer nordväst om provinshuvudstaden Kunming. Arean är 99 291 kvadratkilometer.
Genomsnittlig årsnederbörd är 940 millimeter. Den regnigaste månaden är juli, med i genomsnitt 296 mm nederbörd, och den torraste är november, med 3 mm nederbörd.